# 1. FC Pforzheim
Der 1. FC Pforzheim war ein Fußballverein aus Pforzheim. Der 1896 gegründete Verein feierte mit der deutschen Vizemeisterschaft 1906 den größten Erfolg der Vereinsgeschichte. In den 1920er und 1930er Jahren spielte der FCP in der jeweils höchsten Spielklasse, ohne dabei überregional zu weiteren Erfolgen zu kommen. Nach dem Zweiten Weltkrieg gehörte er lange Zeit der zweithöchsten Spielklasse an. Anschließend spielte er in den oberen Amateurklassen Baden-Württembergs, 2009/10 in der Verbandsliga Baden. Der Verein, der zuletzt rund 360 Mitglieder hatte, fusionierte 2010 mit dem VfR Pforzheim zum neuen 1. CfR Pforzheim.

## Geschichte

### Die frühen Jahre
Der Verein wurde am 23. April 1896 gegründet und zählte somit zu den Pionieren des in dieser Zeit noch recht unbekannten Fußballsports in Deutschland. Zu den Gründungsmitgliedern gehörten mit den Herren Dégallier (Lausanne), Strub (Basel) sowie Grandjean und Petite (Neuchâtel) unter anderem vier Schweizer. 1897 war der 1. FC Pforzheim zusammen mit Vereinen wie dem Karlsruher FV und dem Karlsruher FC Phönix eines der Gründungsmitglieder des Verbandes Süddeutscher Fußball-Vereine und 1900 einer der 86 Gründungsvereine des DFB.

### Deutscher Vizemeister 1906

Die Meistermannschaft von 1906

Knapp zehn Jahre nach Gründung des Vereins gewann der 1. FC Pforzheim in der Saison 1905/06 erstmals den Titel des Südkreismeisters vor dem Karlsruher FV, wurde anschließend Süddeutscher Meister und nahm damit an der Endrunde um die deutsche Fußballmeisterschaft 1906 teil. Das Viertelfinale konnte gegen den favorisierten Kölner FC 99 in der Verlängerung mit 4:2 gewonnen werden. Auch das Halbfinale gegen den Titelverteidiger von 1904/05, Berliner TuFC Union 1892, konnte der 1. FC Pforzheim mit 4:0 für sich entscheiden. Damit stand der FCP im Finale, in dem er vor 1.100 Zuschauern in Nürnberg am Platz an der Ziegelgasse dem VfB Leipzig mit 1:2 unterlag.

### 1920er und 1930er Jahre

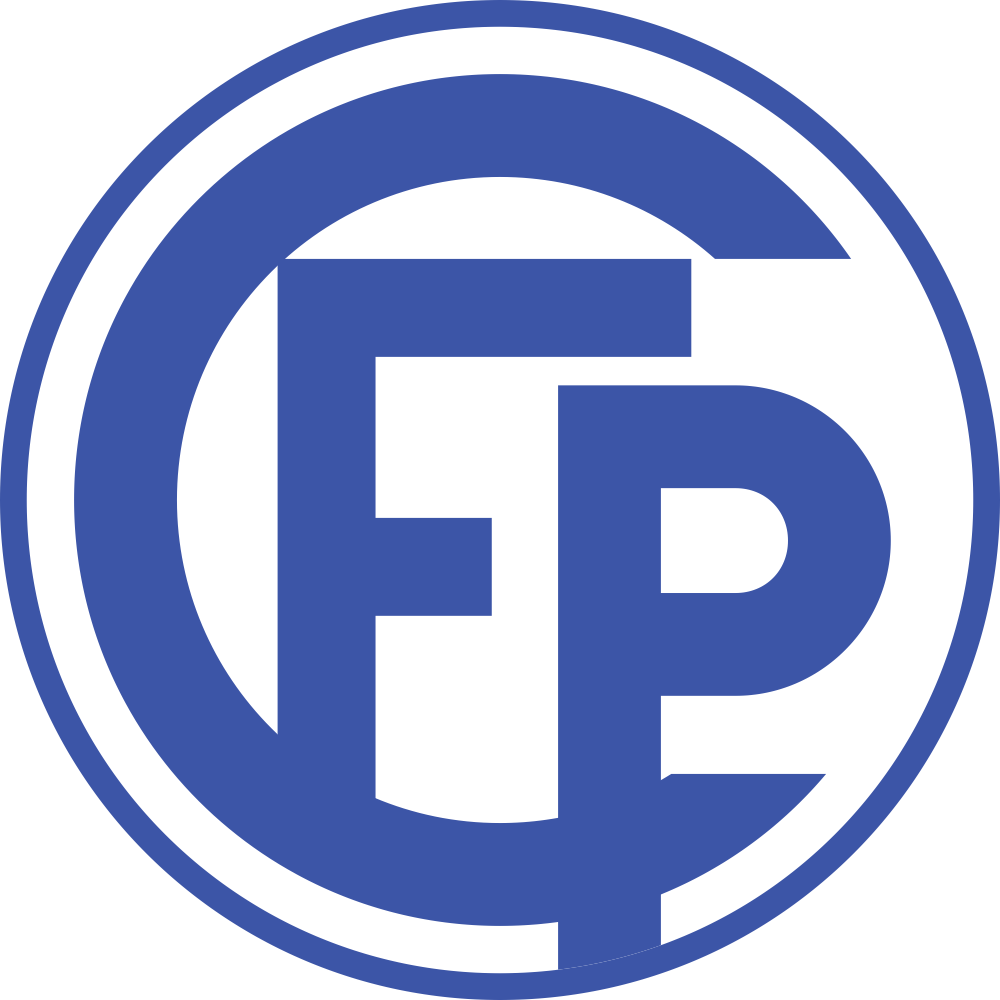
Historisches Logo des 1. FC Pforzheim

Nach dem Ende des Ersten Weltkriegs, währenddessen der Spielbetrieb teilweise eingestellt werden musste, da viele Spieler zum Kriegsdienst eingezogen wurden, gelang dem Verein der fußballerische Neubeginn. Anfang der 1920er Jahre spielte der 1. FC Pforzheim in der Bezirksliga Württemberg/Baden, der damals höchsten Spielklasse, bis 1925/26 erstmals der Gang in die Zweitklassigkeit angetreten werden musste. Zur Runde 1929/30 gelang der Wiederaufstieg in die Gruppe Württemberg der Bezirksliga Württemberg/Baden.
Nach der Machtergreifung der Nationalsozialisten 1933 wurde der Sport in Deutschland neu organisiert. Der 1. FC Pforzheim wurde in die neue höchste Spielklasse, die Gauliga Baden, eingeteilt, in der der Klub bis zur Einstellung des Spielbetriebs 1944 verblieb. Zwar konnte der 1. FC Pforzheim 1936, 1938 und 1939 jeweils den zweiten Platz hinter dem SV Waldhof Mannheim bzw. dem VfR Mannheim erreichen, für eine Meisterschaft und die damit verbundene Qualifikation für die Endrunde um die deutsche Meisterschaft reichte es aber nicht.

### 1950er und 1960er Jahre
Von 1950 bis 1963 spielte der 1. FC Pforzheim in der II. Division Süd und von 1963 bis 1967 im neuen Unterbau der Fußball-Bundesliga, der Regionalliga Süd; er gehörte also 17 Jahre lang ununterbrochen der zweithöchsten deutschen Spielklasse an. Die beste Platzierung erreichte der FCP in der Saison 1962/63 mit nur zwei Punkten Rückstand auf die zweitplatzierte TSG Ulm 1846.

### 1970er, 1980er und 1990er Jahre
In der Saison 1978/79 spielte der 1. FC Pforzheim in der nun als dritthöchsten Spielklasse wiedereingeführten Amateur-Oberliga, er belegte jedoch nur den 17. Platz und stieg ab. Erst 1985 gelang der Wiederaufstieg in die Oberliga Baden-Württemberg. Der Verein konnte sich dort schnell etablieren und gewann in der Saison 1990/91 den Meistertitel. In der Aufstiegsrunde zur 2. Fußball-Bundesliga scheiterte der Club jedoch am TSV 1860 München. In diese Zeit fällt auch die erfolgreiche Teilnahme am DFB-Pokal in der Saison 1987/88. Nach Erfolgen über den 1. FC Saarbrücken und Concordia Hamburg erreichte der FCP das Achtelfinale und konnte von Werder Bremen erst im Rückspiel im Bremer Weserstadion mit 3:1 besiegt werden, nachdem das Hinspiel in Pforzheim mit 1:1 n. V. unentschieden ausgegangen war.
Im DFB-Pokal in der Saison 1989/90 erreichte man das Achtelfinale, schied aber dort mit 1:3 gegen den damaligen Bundesligisten Fortuna Düsseldorf aus, nachdem man zuvor in der 1. Hauptrunde den damaligen Zweitligisten SpVgg Bayreuth mit 4:1 geschlagen und in der 2. Hauptrunde den Bundesligisten VfL Bochum mit 1:0 besiegen konnte.
1994 wurde in Deutschland die Regionalliga wieder eingeführt, sie löste damit die Amateur-Oberliga als dritthöchste Spielklasse ab. Der 1. FC Pforzheim verpasste in der Saison 1993/94 mit einem 10. Platz die Qualifikation zur neu gegründeten Regionalliga Süd und verblieb weiterhin in der nun viertklassigen Oberliga Baden-Württemberg.

### 2000er Jahre
Nachdem der Verein in der Saison 2000/01 mit zwei Punkten Rückstand auf die TSG 1899 Hoffenheim den Aufstieg zur Regionalliga abermals knapp verpasst hatte, begann der kontinuierliche sportliche und finanzielle Abstieg.
Am 4. Februar 2004 stellten der kommissarische Vorstand des Vereins Klaus Gutscher und Schatzmeister Jürgen Schaub beim Amtsgericht Pforzheim Antrag auf Eröffnung des Insolvenzverfahrens. Als Insolvenzgrund gaben sie Überschuldung an. Der Verein habe nicht gedeckte Verbindlichkeiten in Höhe von 900.000,00 €. Außerdem gebe es von der Landesversicherungsanstalt Nachzahlungsforderungen in Höhe von 300.000,00 €, weil Sozialversicherungsbeiträge für Fußballspieler nicht korrekt abgeführt wurden. Das Amtsgericht Pforzheim bestellte den Stuttgarter Rechtsanwalt Volker Grub zum Insolvenzverwalter. Die Folge des Insolvenzverfahrens war der Zwangsabstieg aus der Oberliga Baden-Württemberg in die Verbandsliga Baden. Der Verein durfte jedoch die laufende Fußballsaison noch zu Ende spielen. Seine Ergebnisse wurden am Ende der Saison aus der Wertung genommen. Der 1. FC Pforzheim war damit nach dem SSV Ulm 2002 und dem SV Waldhof Mannheim 2003 der dritte Oberligaclub, der innerhalb von drei Jahren Insolvenz anmelden musste.
Der Insolvenzverwalter stellte fest, dass der Verein bereits im Jahre 1998 mit Verbindlichkeiten in Höhe von 1,1 Mio. DM überschuldet war und der damalige Vorstand Konkursantrag hätte stellen müssen. Stattdessen hatte der Vorstand Ernst Schmidt zusammen mit zwei Kollegen persönliche Bürgschaften in Höhe von 540.000,00 € für diese Schulden übernommen, um die uneingeschränkte DFB-Lizenz zum Spielbetrieb in der Regionalliga zu bekommen. Anschließend wurden weiter Schulden angehäuft, um den Wiederaufstieg in die Oberliga zu schaffen.
Der Insolvenzverwalter bemühte sich um die Senkung der Kosten und regte an, zusammen mit dem VfR Pforzheim dessen Holzhof-Stadion zu nutzen. Dies wurde jedoch von dessen Vorstand und Mitgliedern entschieden abgelehnt. Ihre Sportplätze würden bereits den eigenen Bedarf nicht decken. Der Oberbürgermeisterin von Pforzheim, Christel Augenstein, wurde vorgeworfen, sie wolle das Stadion im Brötzinger Tal, das vom 1. FC Pforzheim bereits im Jahre 1974 an die Stadt verkauft wurde, für Gewerbezwecke nutzen und veräußern. Die Stimmung war so aufgeheizt, dass der frühere Präsident des Vereins Ernst Schmidt Morddrohungen erhielt. Auf Anraten des Insolvenzverwalters eröffnete das Amtsgericht Pforzheim am 1. April 2004 das Insolvenzverfahren.
Insolvenzverwalter Grub legte den Gläubigern im Mai 2004 einen Insolvenzplan vor, mit dem der Verein entschuldet wurde. Die gesamten Schulden beliefen sich auf 1,3 Mio. €. Grub stellte fest, dass zur Befriedigung dieser Forderungen keine Finanzmittel vorhanden sind. Das Vereinsvermögen betrug gerade 74.000,00 €, die benötigt wurden, um die laufende Fußballsaison zu Ende zu spielen und alle im Laufe des Insolvenzverfahrens entstehende Kosten zu befriedigen. Um die Durchführung des Insolvenzplans zu ermöglichen, verzichtete Grub auf seine Vergütung und Auslagen als Insolvenzverwalter und fand einen Unterstützer, der bereit war, eine Quote von 1 % auf die anerkannten Forderungen, also 11.000,00 €, zu bezahlen. Die Sparkasse Pforzheim verzichtete als Sponsor des Vereins auf die ihr zustehende Quote. Die Regressansprüche der ehemaligen Präsidiumsmitglieder in Höhe von 540.000,00 € wurden nicht anerkannt, weil die Kredite, die vom Vorstand aufgenommen und verbürgt wurden, von den Vereinsmitgliedern nicht genehmigt waren und im Übrigen schon im Jahre 1998 Konkursantragspflicht bestand. In der Gläubigerversammlung vor dem Amtsgericht Pforzheim am 8. Juni 2004 wurde der Insolvenzplan mit großer Mehrheit der Gläubiger gebilligt. Es gab nur drei Gegenstimmen. Noch am Abend des 9. Juni 2004 fand eine Mitgliederversammlung des Vereins statt, in der die Mitglieder einstimmig die Weiterführung des Vereins beschlossen.
Der 1. FC Pforzheim spielte die laufende Saison in der Oberliga des Jahres 2004 zu Ende und nahm den letzten Spielplatz ein, denn seine Spiele wurden aus der Wertung genommen. Ab der Saison 2004/05 spielte der 1. FC Pforzheim in der Verbandsliga Nordbaden. Bereits in der zweiten Saison konnte er mit der Meisterschaft den Wiederaufstieg in die Oberliga Baden-Württemberg feiern.

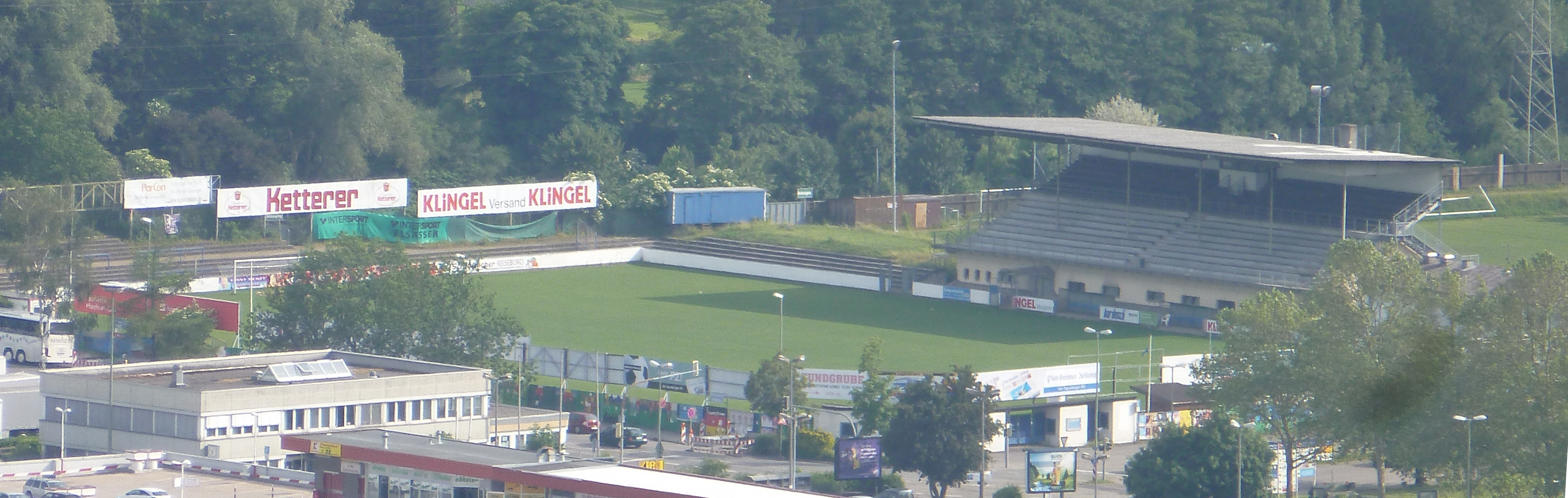
Stadion im Brötzinger Tal

Am 31. Oktober 2006 gaben die Vorstände der Vereine 1. FC Pforzheim und VfR Pforzheim bekannt, für das Jahr 2007 einen Zusammenschluss unter der Bezeichnung „SV Pforzheim 1896“ anzustreben. Künftige Spielstätte sollte das Stadion Holzhof des VfR Pforzheim sein, das modernisiert werden sollte. Das Stadion Brötzinger Tal des 1. FC Pforzheim sollte abgerissen und ein Gewerbe- oder Industriestandort werden. Die Fusion scheiterte jedoch im Mai 2007.
Das Ziel Klassenerhalt für die Runde 2006/07 erreichte der FCP nicht, er stieg als 16. der Tabelle wieder in die Verbandsliga Nordbaden ab. Dort erzielte er in der darauffolgenden Saison 2007/08 mit überlegenem Torverhältnis und einem Punkt Rückstand den dritten Platz und verfehlte damit nur knapp die Relegation beziehungsweise den Wiederaufstieg. In der Saison 2009/10 belegte der 1. FC den 6. Platz.
Am 1. Juli 2010 fusionierten der 1. FC Pforzheim und der VfR Pforzheim, damit entstand der neue Verein 1. CfR Pforzheim. Der 1. Fussballclub Pforzheim 1896 e. V. wurde in diesem Zusammenhang im Vereinsregister Mannheim (VR 5000054) gelöscht.

### Neugründung
Am 3. Dezember 2018 wurde der „1. FC Pforzheim 2018 e. V.“ von ehemaligen Fans und Mitgliedern mit dem Logo des früheren Vereins, das nicht geschützt war, neu gegründet und im Vereinsregister Mannheim unter VR 702366 eingetragen. Er spielt seit der Saison 2019/20 in der Kreisklasse C auf dem Rasenplatz des ältesten badischen Vereins, dem TV Pforzheim 1834 am Bohrain.

## Daten und Statistiken

### Ligazugehörigkeit 1945 bis 2010
- 1945/46 bis 1949/50 – Landesliga Nordbaden (Spielstufe 2)
- 1950/51 bis 1962/63 – 2. Liga Süd (Spielstufe 2)
- 1963/64 bis 1966/67 – Regionalliga Süd (Spielstufe 2)
- 1967/68 bis 1977/78 – 1. Amateurliga Nordbaden (Spielstufe 3)
- 1978/79 – Amateuroberliga Baden-Württemberg (Spielstufe 3)
- 1979/80 bis 1984/85 – Verbandsliga Nordbaden (Spielstufe 4)
- 1985/86 bis 1993/94 – Oberliga Baden-Württemberg (Spielstufe 3)
- 1994/95 bis 2003/04 – Oberliga Baden-Württemberg (Spielstufe 4)
- 2004/05 bis 2005/06 – Verbandsliga Nordbaden (Spielstufe 5)
- 2006/07 – Oberliga Baden-Württemberg (Spielstufe 4)
- 2007/08 bis 2009/10 – Verbandsliga Nordbaden (Spielstufe 5, ab 2008/09 Spielstufe 6)

### Erfolge
- 1906 – Süddeutscher Meister
- 1906 – Deutscher Vizemeister
- 1923 – Badischer Meister
- 1929 – Meister der Enz-Neckar-Kreisliga
- 1932 – Württembergischer Meister
- 1936 – Vizemeister der Gauliga Baden
- 1938 – Vizemeister der Gauliga Baden
- 1939 – Vizemeister der Gauliga Baden
- 1986/87 – Sieger des Badischen Fußballpokals
- 1987/88 – Erreichen des Achtelfinales im DFB-Pokal 1988
- 1988/89 – Sieger des Badischen Fußballpokals
- 1989/90 – Erreichen des Achtelfinales im DFB-Pokal 1990
- 1990/91 – Meister der Oberliga Baden-Württemberg
- 1992/93 – Sieger des Badischen Fußballpokals
- 1999/00 – Erreichen der 2. Runde des DFB-Pokals
- 2005/06 – Meister der Verbandsliga Baden und Wiederaufstieg in die Oberliga Baden-Württemberg

### Ewige Tabellen
- Rang 6 in der Ewigen Tabelle der Fußball-Oberliga Baden-Württemberg

### Besondere Spiele
- 1908 Testspiel gegen SK Rapid Wien 1:2
- 1909 Testspiel gegen Sparta Prag 3:2
- 1911 Testspiel gegen Newcastle United 2:5
- 1922 Testspiele gegen Real Madrid und Atlético Madrid
- 1937 Gewinn des Nordafrikanischen Pokals, ein internationales Turnier in Algier
- 1980 Vor 7000 Zuschauern spielte man auf den Philippinen als erste deutsche Mannschaft gegen eine Auswahl des Inselstaates
- 1988 Testspiel gegen die Nationalmannschaft von China (Endstand 0:0)
- 2004 Testspiel gegen Dinamo Tiflis, Meister Georgiens (Endstand 1:5)
- 2008 Testspiel gegen den kroatischen Erstligisten NK Osijek (Endstand 0:7)

## Bekannte Spieler
- Max Breunig
- Karl Barufka, späterer Spieler des VfB Stuttgart sowie Nationalspieler
- Eberhard Carl, später Profi beim Karlsruher SC und den Stuttgarter Kickers
- Robert Faas (1889–1966), Torwart und Nationalspieler
- Erich Fischer, Fußballnationalspieler 1932/33
- Klaus Fischer (* 1963), Trainer des FV 09 Nürtingen, ehemaliger Spielführer und später Trainer des FCP
- Paul Forell
- Emanuel Günther, zuvor Profi beim Karlsruher SC und Fortuna Düsseldorf
- Markus Gisdol, später Trainer der TSG 1899 Hoffenheim
- Fritz Halder, Badischer Auswahlspieler, DFB-Länderpokalsieger 1973
- Arthur Hiller, erster Kapitän einer deutschen Nationalmannschaft im Länderspiel 1908 gegen die Schweiz
- Marius Hiller, Fußballnationalspieler 1910 und 1911; Argentinischer Torschützenkönig und Nationalspieler 1916
- Moritz Hoeft, später Karlsruher SC
- Jürgen Klopp, später Trainer bei Borussia Dortmund und FC Liverpool
- Anton Kreß, Fußballnationalspieler 1921
- Aleksandr Kuchma, kasachischer Nationalspieler (2004 beim 1. FCP)
- Klaus Mirwald, später VfB Stuttgart
- Dieter Rosanowski, Torschützenkönig der Regionalliga Süd
- Rainer Scharinger, später Profi beim Karlsruher SC und dem SSV Ulm 1846, danach Trainer des Karlsruher SC
- Hermann Schweickert, Fußballnationalspieler 1909
- Wilfried Tepe, TSV 1860 München, zweiter Torwart hinter Petar Radenković
- Fritz Wetzel, Fußballnationalspieler 1922
- Viktor Weißenbacher, Fußballnationalspieler 1922

## Rivalitäten
Die größte Rivalität bestand naturgemäß zum Lokalrivalen VfR Pforzheim, aber auch zu den Vereinen FC Nöttingen, SV Waldhof Mannheim, SSV Ulm und SV Sandhausen bestanden Rivalitäten.